# Andacollo
Andacollo est une ville et une commune du Chili de la province d'Elqui, elle-même située dans la région de Coquimbo. Elle est limitée à l'ouest par la commune de Coquimbo, au nord par la commune de La Serena, à l'est par les communes de Vicuña et Rio Hurtado et au sud par la commune de Ovalle.

## Présentation
Sa superficie est de 310,3 km2, sa population en 2002 était de 10 288 habitants. C'est la seule commune de cette province qui a vu sa population diminuer à la différence des autres, dont La Serena qui s'est agrandie d'un tiers en dix ans. L’histoire d’Andacollo est celle de sa Vierge et de la mine d'Andacollo exploitant du cuivre et de l’or. Située au fond d’un ravin, à cinquante-cinq kilomètres au sud-est Coquimbo à une altitude de 1 053 mètres, la ville possède une histoire antérieure à l’arrivée des conquérants. Les Incas dominent le territoire chilien jusqu'au milieu du XVe siècle, jusqu’à la rivière du Bio-Bio et exploitent, entre autres, les riches minéraux dans les localités de Coquimbo, Andacollo et Marga-Marga.
Avec l’ordre de Pedro de Valdivia, le capitaine Juan Bohón a fondé la ville de La Serena en 1544. Quatre ans plus tard, les Indiens de Copiapóse se révoltent, détruisent la ville et tuent tous les Espagnols à l’exception de deux. Le capitaine Francisco de Aguirre a reconstruit la ville et fut la paix avec les vallées voisines. La voix Andacollo vient du quechua Anta-Coya, qui signifie « cuivre-reine ».

## La Vierge

### La légende
Dans ce peuple se trouve la miraculeuse image de la Vierge Marie qui avec tant d’amour est vénérée année après année, à travers des danses religieuses, appelées « chinois », « turbans » et « dansants ».
Le prêtre Juan Ramón Ramirez perpétue la tradition populaire qui attribue à un mineur Indien la découverte de l’image de la Vierge : en compagnie de certains proches, un Indien cherchait du bois dans la montagne. En arrachant un grand morceau de bois, une petite statue de bois un peu cachée, lourdement taillée au teint brun et présentant un visage gracieux, est apparue.
Manuel Concha, dans son livre «Traditions de la Serena » (Tradiciones serenenses), écrit sur la découverte :
« Une nuit, un vieil Indien dormait, avec ce sommeil lourd de celui qui a travaillé sans repos toute la journée (...), quand il vit que la mine s’était illuminée soudainement, et que la lumière augmentait en intensité. Peu à peu, un point plus lumineux, qui ressemblait à la lampe de cette claire et douce lumière, a commencé à changer de forme, à prendre de la consistance matérielle, à ressembler à un objet flottant, une chose impalpable. Tout de suite, il entendit clairement et distinctement, une voix timide mais compréhensible qui lui dit : « Il existe une grande richesse à quelques pas de toi, cherche entre les rochers les plus hauts que tu trouveras dans la plaine qui se trouve au-dessus de ta tête. Vas-y Collo ! (Anda Collo !) ». La voix disparut et la lumière s'éteignit. La nuit suivante, la vision se renouvela et la même voix dit : « A toi seront les richesses. Vas-y, vas-y, Collo ! (Anda, anda, Collo)! » . Vraiment préoccupé, il raconta à son maître tout ce qu’il avait vu et entendu. L’Espagnol (...) lui dit : Vas-y et découvre cette richesse, mais si tu reviens avec les mains vides, je te coupe les oreilles ! ». L’indien Collo partit, et très peu de temps après il revint apportant, entre ses bras, le buste de bois d’une vierge grossièrement sculptée. Cette légende, partie de la tradition, explique l’origine de la Vierge d’Andacollo.

### Aujourd'hui
La première image de la Vierge qui est dont on trouve mention[réf. nécessaire] n’est pas celle qui est vénérée aujourd'hui à Andacollo. Elle a disparu mystérieusement. Ayant perdu cette image, la chapelle a perdu sa dédicace à la Vierge du chapelet et a été nommée paroisse de Saint Michel. Pour récupérer son titre, le prêtre Bernardino Alvarez Del Tobar entreprit une collecte auprès des Indiens et des voisins d’Andacollo. Ils ont réuni la somme de vingt-quatre pesos et ont commandé une image de taille à Lima. L’image arrive au début de l'année 1676, et après avoir obtenu avec l’autorité de l’église que l’archange Saint Michel abandonne son poste en honneur de la Vierge du chapelet, l’image fut bénite le premier dimanche d’octobre de 1676.
En plus du simple branchage qui a accueilli la première image (?), l’adoration à la Vierge Marie a obligé la construction successive de quatre temples.
À la fin du XVIe siècle le curé doctrinaire Juan Gaytán de Mendoza fait construire une chapelle. En 1676, avec l’arrivée de la deuxième image, le prêtre Bernardino Alvarez de Tobar fait construire une autre église. Un troisième temple est édifié sur l’ordre de Manuel Alday, évêque de Santiago. Finalement, la grande basilique que le visiteur dévoué découvre aujourd'hui a été inauguré le 25 décembre 1893. Elle est l’œuvre des évêques José Manuel Orrego et Florencio Fontecilla. Les plans ont été exécutés par le célèbre architecte italien Eusabio Chelli.

### Miracles et faveurs de la Vierge d’Andacollo
Dès 1748, lors de sa visite au sanctuaire, Monseigneur Manuel Alday, évêque de Santiago indique : « Cette Vierge souveraine justifie son auguste patronage (...) : des prodiges fréquents et récents, des guérisons soudaines (...) et même des morts ressuscités ». Juan Ramón Ramirez, recueille le fameux miracle de Rosa Galleguillos, qui s’est produit le 26 décembre 1860. La paralysée Galleguillos lance ses béquilles devant tout un public, accompagne la procession et retourne chez elle, à pied ferme. Dans le « Livre de grâces et faveurs de la Vierge », il relate le cas de la résurrection d'une femme ayant passé deux heures sous l’eau et qui serait restée morte pendant quatre heures.
Un autre évènement extraordinaire que recueillent les annales du sanctuaire, est celui connu comme « l’épée du turban ». Le correcteur d’une danse de turbans n’a pas pu monter à la fête et a prêté à un autre correcteur son épée. Celui-ci accompagne le groupe de danse et quand il est arrivé auprès de la Vierge, il ne put sortir l’épée de son fourreau. Ni lui, ni même aucun autre des quatre hommes qui l'accompagnaient. À son retour, il rend l’épée et le correcteur malade la retire de son fourreau sans difficulté.
En 1871, Andacollo souffre des ravages de la variole. La maladie provoque en peu de jours la mort de plus de trente personnes. Le peuple demande au curé que la Vierge sorte lors d'une procession sur la rue Urmeneta. Ainsi est fait et la peste cesse.
Dans les revues « Etoile d’Andacollo », fondée en 1906, et « Notre Femme d’Andacollo », fondée en 1928, on raconte en détail beaucoup de faveurs que la Vierge accorde à des danseurs et des dévots.

### Les danses
Les danses qui ont lieu pendant trois jours (24, 25, 26 décembre) à Andacollo constituent une grande attraction. Contrairement aux danses d'origine péruvienne ou bolivienne qui ont lieu lors de la célébration de la Vierge de Carmen à La Tirana le 16 juillet, Andacollo défend la pureté immuable de ses trois danses : chinois, turbans et dansants. L’ancienne danse chinoise d’Andacollo est, sans doute, le plus exotique et la plus intéressante. Elle est formée par des mineurs qui représentent les Indiens primitifs qui adorent à la Vierge. Sa chorégraphie étrange ne peut être comparée à aucune autre danse folklorique européenne. Les mineurs sont habillés d’une seule couleur. Couleurs de montagnes du nord : marron, bleu, violet ou rose. Ils portent un pantalon ample ou court, orné, dans sa partie inférieure, de dentelles et de paillettes, des chaussures ou des sandales, de gros bas de la même couleur que l’habit. Sur la chemise ils arborent une borderie « Vive la Vierge ! » (??), le nom du danseur, des oiseaux et des fleurs. La ceinture est ample, de fantaisie, ornés de comptes bleus, verts et rouges (??). Sur les hanches pendent d'amples ceintures de cuir (de tapirs (??)), ornées avec des petits miroirs et pierres de couleur brillante. Les danseurs couvrent leurs épaules avec de grands foulards de fantaisie. En général, ils marchent la tête découverte. Quelques-uns se couvrent avec des bérets tissés. Les plus vieux danseurs portent une veste et un pantalon de velours.
La danse consiste en une série de sauts athlétiques qu’ils commencent avec le corps plié en position accroupie. Ils sautent sur un pied et ensuite sur l’autre. Les plus agiles font des sauts extraordinaires. Ils dansent pendant des heures sans arrêt, pas même pour boire. La Vierge leur donne la force.

Position de Andacollo (en rouge) au sein de la Région de Coquimbo.

## Personnalités liées à la commune
- Arturo Salazar Valencia (1855-1943), physicien né à Andacollo ;
- Pedro Videla (es) (1854-1879), chirurgien et marin, né à Andacollo.